# Yule Bay
Yule Bay är en vik i Antarktis. Den ligger i Östantarktis. Nya Zeeland gör anspråk på området.